# Notte prima degli esami
Notte prima degli esami (Nederlands: De nacht voor de examens) is een Italiaanse film uit 2006 geregisseerd en geschreven door Fausto Brizzi. De hoofdrollen worden vertolkt door Giorgio Faletti en Cristiana Capotondi. In 2007 kwam er een vervolg op de film met Notte prima degli esami - Oggi.

## Verhaal
In juni 1989 bereiden enkele studenten te Rome zich voor op hun eindexamens. Luca twijfelt aan zijn slaagkansen omdat hij ruzie heeft gehad met een leerkracht. Hij is ook op zoek naar de mooi Claudia, die hij had leren kennen tijdens een feestje, en krijgt daarbij de hulp van zijn vrienden Alice, Riccardo en Massi.

## Rolverdeling
- Giorgio Faletti - Prof. Antonio Martinelli
- Cristiana Capotondi - Claudia Martinelli
- Nicolas Vaporidis - Luca Molinari
- Sarah Maestri - Alice
- Chiara Mastalli - Simona
- Andrea De Rosa - Massi
- Eros Galbiati - Riccardo
- Elena Bouryka - Valentina
- Valeria Fabrizi - Oma Adele
- Riccardo Miniggio - Ludovico

## Prijzen en nominaties
- David di Donatello
  - Gewonnen: Beste nieuwe regisseur (Fausto Brizzi)